# Kralice nad Oslavou
Kralice nad Oslavou település Csehországban, a Třebíči járásban.  Lakosainak száma 1002 fő (2024. január 1.).

## Fekvése
Kralice nad Oslavou Újezd u Rosic, Březník, Lesní Jakubov, Náměšť nad Oslavou, Hluboké és Sudice településekkel határos.

## Népesség
A település lakosságának változását az alábbi diagram mutatja:
| Lakosok száma | 804  | 890  | 873  | 942  | 828  | 865  | 1007 | 1013 | 1012 | 1002 |
|               | 1869 | 1890 | 1921 | 1950 | 1980 | 2001 | 2017 | 2019 | 2022 | 2024 |